# D505iS
mova D505iS（ムーバ・でぃ ごー まる ごー アイえす）は、三菱電機が開発した、NTTドコモによる第二世代携帯電話 (mova) 端末製品。

## 概要
505iSシリーズで最初に登場。重さ113gはシリーズ最軽量だった。全体的にはスピンアイのD505iを踏襲するが、外側はD252iに似たデザインになった。画素数が上がったカメラは、新たに動画撮影、QRコード認識にも対応した。メモリースティックDuoに最大15秒、フレームレート5fpsの動画を記録できる。また、505iSシリーズ共通機能として、メニューアイコンのダウンロードやチャットメールに対応。
着信メロディは48和音対応。内蔵iアプリには、「絵文字メール」、「どこでもチョコボ2 前編」、「珍さんのTVリモコン」、「iアニメっちゃメーラーDX」、「iメロディダウンローダー」があった。

## 変更点
「D505i」からの変更点は以下の通り。
- カメラ画素数が100万(記録200万)の スーパーCCDハニカムにスペックアップ。22種類の撮影モードを追加。
- 動画機能が追加された。
- あらかじめメモリースティックDuoに電話帳などバックアップしたデータを直接操作が可能になった。
- バーコードリーダ機能が追加。

## メーカーによる宣伝
D505iに引き続き、金城武がイメージキャラクターで、「横撮りは200万画素へ」と謳っていた。

## 歴史
- 2003年10月21日：ドコモがD505iS、N505iS、P505iS、SO505iS、SH505iSの開発を発表。
- 2003年11月16日：発売
- 2012年3月31日：movaサービス終了により使用はこの日限りとなる。